# Plasmahochtöner
Ein Plasmahochtöner ist ein Hochtonlautsprecher ohne Membran. Die Schwingung wird durch die Luftausdehnung beim Heizen mittels Plasmaflamme erzeugt. Plasmahochtöner waren vor allem in den 1950er und 1960er in einigen Highend-Lautsprechern Mode. Der letzte bekannte Plasmahochtöner Magnat MP-02 stammt aus den 1980er Jahren (genauer: 1982–1986).

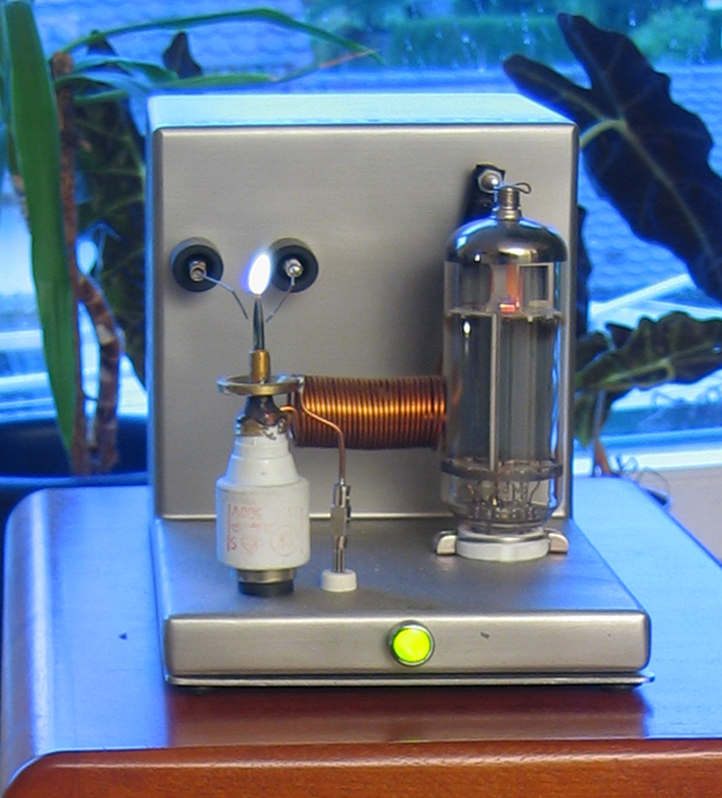
Selbstbau-Plasmahochtöner (blaue Flamme links) mit Leistungs-Pentode (rechts) als HF-Verstärker

Obwohl er auch oft Teslahochtöner genannt wird, wurde der Plasmahochtöner weder von Nikola Tesla erfunden noch gebaut. Er nutzt von Tesla zur Plasmaerzeugung verwendete Schaltungsprinzipien.

## Funktionsprinzip
Beim Ionenlautsprecher oder Plasmahochtöner wird die Ausdehnung der Luft bei Erwärmung und das Zusammenziehen bei Abkühlung genutzt. Dazu wird zwischen zwei Elektroden oder an nur einer Spitze in Luft ein Plasma erzeugt, das Luft durch Ionisierung/Erwärmung ausdehnen lässt. Die Volumenänderung entsteht dabei durch die Temperaturänderung, hervorgerufen durch das Heizen durch die Plasmaflamme und das Ableiten der erwärmten Luft durch Wärmeleitung, Wärmestrahlung und Konvektion.
Um dies zu erreichen, wird zunächst eine Hochfrequenz (HF) erzeugt (im Typ MP-02 der Firma Magnat aus den 1980er Jahren sind das 27,11 MHz, also eine ISM-Frequenz). Die HF wird verstärkt, mit der über einen Hochpass gefilterten Niederfrequenz amplitudenmoduliert und einer Endstufe zugeführt, die einen Resonanztransformator speist. Der Resonanzkreis erzeugt eine hohe Spannung, um eine Plasmaflamme zu erzeugen. Oft muss es Zündvorrichtungen geben, um die Gasentladung in Gang zu setzen. Das kann zum Beispiel ein elektromechanisch weggezogener Kurzschluss-Kontakt sein.
Durch die Änderung der Temperatur und in der Folge des Volumens der Flamme wird die umgebende Luft beschleunigt und es wird Schall abgestrahlt.
Die Plasmaflamme ist wegen der nötigen Abschirmung und auch wegen der Verringerung der Ozonemission von Drahtgewebe umgeben.

## Eigenschaften
Plasmalautsprecher haben wegen des geringen beteiligten Volumens und des schnellen Temperaturausgleichs aufgrund der hohen Temperatur des Plasmas gegenüber einem Membranlautsprecher geringere Trägheiten. Plasma-Hochtöner sind manchmal Rundstrahler, häufig werden sie aber in Hörner eingebaut, um höhere Schalldruckpegel mit akzeptablen Klirrfaktor erreichen zu können.
Beide Prinzipien haben deutliche Nachteile:
- Rundstrahler
  - geringer maximaler Schalldruckpegel (deutliche Verzerrungen ab 83 dB/3 m)[4]
  - geringer Richtfaktor, allerdings benötigt man einen adäquaten Mitteltöner, sonst klingt der Diffusschall deutlich verfärbt
  - im Verhältnis zur unteren Grenzfrequenz sehr groß, so dass Kammfiltereffekte mit dem Mitteltöner unvermeidbar sind.
- Hornstrahler
  - höherer Schalldruckpegel möglich
  - begrenzte obere Grenzfrequenz durch das Horn (z. B. auf 23 kHz)

Der Frequenzgang ist nach unten durch vorgeschaltete Filter zum Beispiel bei 5 kHz begrenzt und geht weit über den Hörbereich hinaus.
Die phasenstarre Wiedergabe des Arbeitsprinzips bietet für die Wiedergabe keine Vorteile. Sie muss durch eine notwendige Frequenzweiche und die räumlich getrennte Installation der Schallerzeuger für Mittel- und Hochtonbereich ohnehin aufgegeben werden (Gruppenlaufzeit).
Darüber hinaus sieht sich die Schallerzeugung ähnlichen Problemen gegenüber, die auch für konventionelle Lautsprecher gelten. Bei der Ausleitung der mechanischen Arbeit aus der thermischen Energie des Gases entstehen wegen der nichtlinearen Kennlinie Signalverzerrungen. Die eingebrachte thermische Energie wird durch Wärmestrahlung und einen kontinuierlichen Austausch des Arbeitsgases abgeleitet. Beide Vorgänge sind nur unter größerem Aufwand kontrolliert zu gestalten. Es entstehen prinzipiell Intermodulation und nichtlineare Verzerrungen.
Der maximale Schallpegel ist proportional zur Oberfläche der Flamme und ist dadurch vergleichsweise gering. So werden etwa 85 bis 95 dB in einem Meter Abstand als Maximalpegel angegeben. Kalottenhochtöner erreichen dagegen kurzzeitig 105 dB bis 115 dB maximalen Schalldruck bei vernachlässigbaren Verzerrungen. Hornlautsprecher können 125 dB Schalldruck erzeugen, haben jedoch eine gerichtete Abstrahlung, die nur für PA-Anlagen sinnvoll ist.
Für eine praktikable Nutzung muss die Flammgröße auch über lange Betriebszeiten (Jahre) hinweg konstant gehalten werden. Elektrodenabbrand, Oxidation und Korrosion sind typische Verschleißerscheinungen.
Problematisch an dieser Schallwandlungsmethode ist weiterhin, dass durch das starke ionisierende Feld Stickoxide und Ozon erzeugt werden. Man setzte zum Beispiel ein Metallnetz ein, das sich durch das Plasma erwärmte, wodurch sich das gebildete Ozon soweit beseitigen ließ, dass Grenzwerte eingehalten wurden.